# Енрике Мореа
Енрике Хорхе Мореа (на испански: Enrique Jorge Morea) е аржентински тенисист.

## Биография
Енрике Хорхе Мореа е роден на 11 април 1924 г. в Буенос Айрес, Аржентина.

## Кариера
Енрике Мореа достигна на сингъл до полуфинал на Откритото първенство на Франция през 1953 г., като побеждава Мервин Роуз и Гарднър Мълой, но губи от Кен Розуол. През 1954 г. пак на Ролан Гарос той побеждава Йозеф Асбот и Гарднър Мълой, след което губи от Арт Ларсен на полуфинала.
Енрике Мореа печели титлата на смесени двойки на Откритото първенство на Франция през 1950 г. Той печели два златни медала по тенис за мъже на Панамериканските игри през 1951 г. Ланс Тингей от „Дейли Телеграф“ класира Мореа като номер 10 в света през 1953 и 1954 г.
Той печели титлата на сингъл на Аржентинското международно първенство на трева три пъти през 1952, 1953 и 1957 г.
От 2014 г. Мореа е почетен президент на Аржентинската асоциация по тенис (AAT).

## Кариерна статистика

### Загубени финали на двойки в турнири от Големия шлем (1)
| година | турнир      | партньор     | съперник                 | резултат                       |
| ------ | ----------- | ------------ | ------------------------ | ------------------------------ |
| 1946   | Ролан Гарос | Панчо Сегура | Марсел Бернар Ивон Петра | 5 - 7 3 - 6 6 - 0 6 - 1 8 - 10 |

### Титли на смесени двойки в турнири от Големия шлем (1)
| година | турнир      | партньор         | съперник                       | резултат    |
| ------ | ----------- | ---------------- | ------------------------------ | ----------- |
| 1950   | Ролан Гарос | Барбара Скофийлд | Патриша Канинг Тод Бил Талбърт | отказват се |

### Загубени финали на смесени двойки в турнири от Големия шлем (3)
| година | турнир    | партньор        | съперник                 | резултат            |
| ------ | --------- | --------------- | ------------------------ | ------------------- |
| 1952   | Уимбълдън | Телма Койн Лонг | Дорис Харт Франк Седжман | 6 – 4, 6 – 3, 6 – 4 |
| 1953   | Уимбълдън | Шърли Фрай      | Дорис Харт Вик Сейксас   | 7 – 9, 5 – 7        |
| 1955   | Уимбълдън | Луиз Бро        | Дорис Харт Вик Сейксас   | 8 – 6, 2 – 6, 6 – 3 |